# Don des vaisseaux

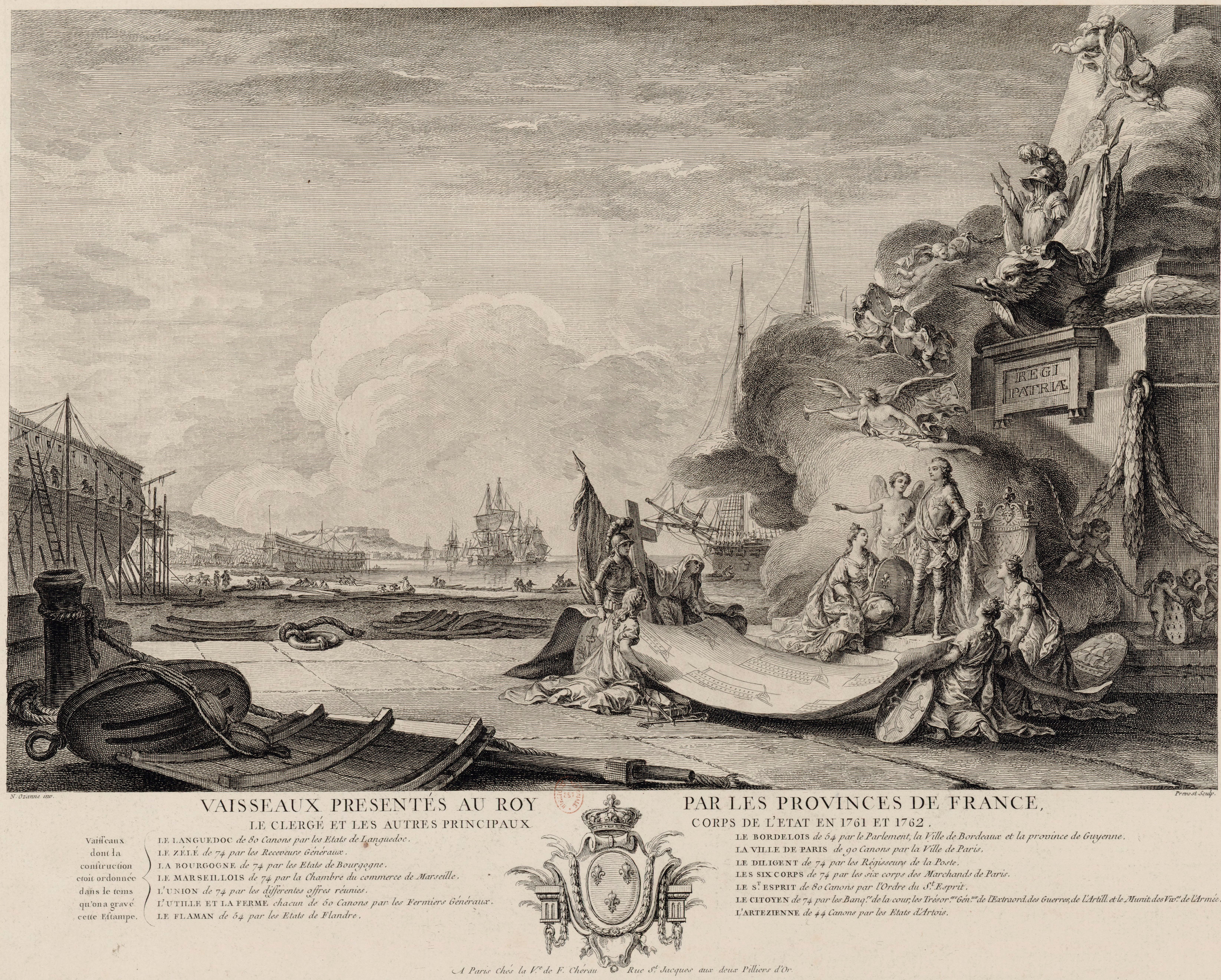
Gravure allégorique de 1762 présentant à Louis XV le don des vaisseaux. La liste des vaisseaux présentée sous l'image est incomplète à cette époque et avec des erreurs sur l'armement des navires.

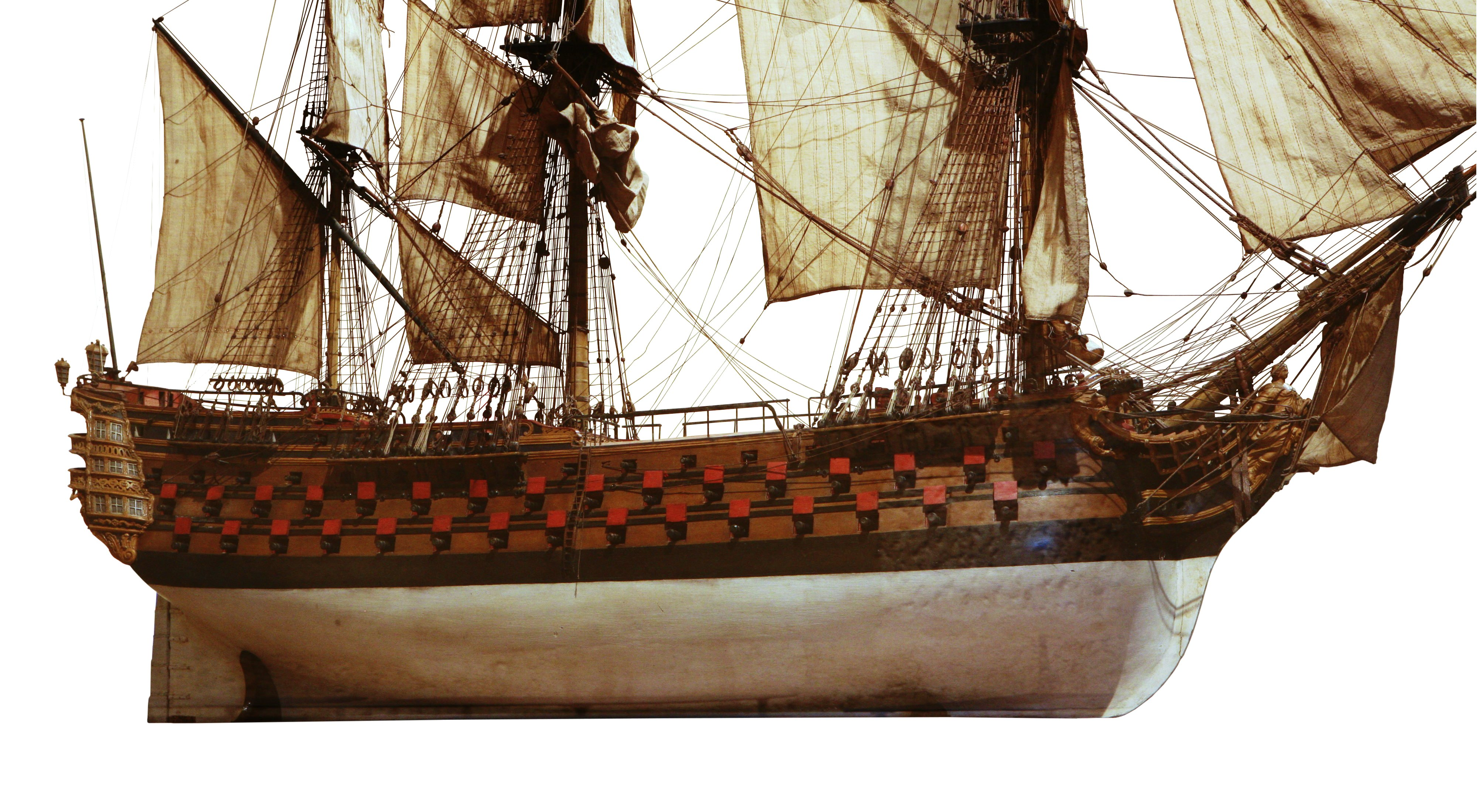
Le Bretagne, trois-ponts issu du « don des vaisseaux », incarne avec les autres unités construites la volonté de revanche des Français après les défaites de la guerre de Sept Ans.

Le don des vaisseaux correspond aux souscriptions des provinces, des villes, des corps constitués ou des individus données à l'État français pour construire des navires de guerre. Ces dons se renouvelèrent à plusieurs reprises, d'abord en 1761-1766 sous Louis XV, puis en 1782-1790 sous Louis XVI et enfin sous la Révolution et l'Empire.

## Le contexte du premier don
À la fin de la guerre de Sept Ans, le secrétaire d'État à la Marine Choiseul fait appel à la générosité des habitants du royaume pour financer la construction de vaisseaux : la flotte française a perdu nombre de ses unités (six vaisseaux à Louisbourg, cinq à Lagos, trois aux Cardinaux et quinze autres de façon isolée) et surtout l'État est très largement endetté.
Les fortes sommes offertes permettent la construction de dix-huit vaisseaux.

## Appel aux dons
Tout commence avec la demande en 1761 du duc de Choiseul (alors secrétaire d'État à la Marine) à son ami le comte de la Roche-Aymon (alors archevêque de Narbonne et président des États de Languedoc) de proposer aux délégués du Languedoc « d'offrir à Sa Majesté un vaisseau de ligne de 74 pièces de canon et de donner par cette démarche au reste de la France (...) le signal de ce que peuvent et doivent faire les sujets véritablement dignes du meilleur des maîtres (...). Il n'est point de bon Français qui ne se sente animé du désir de tout sacrifier pour concourir aux efforts du roi et du ministre sage et éclairé pour restaurer la marine française ».
Cet exemple est suivi dès l'année suivante par les États d'autres provinces (Bretagne, Bourgogne, Artois, Flandres...), des villes (Paris, Bordeaux, Montpellier, Marseille, etc.), des institutions (les Postes, les marchands de Paris, les fermiers généraux, les chambres de commerce...) et de simples particuliers. L'émulation, le patriotisme et la fierté font que chaque donateur veut que son vaisseau soit plus grand que celui des autres ; le financement se fait par des emprunts et par des dons.

« Non seulement les provinces donnèrent, dans cette occasion, des marques distinguées d'un zèle rare, mais M. de Choiseul m'a dit qu'il recevait journellement des lettres de particuliers qui lui offraient de l'argent. Il en eut une entre autres d'un simple gentilhomme de Champagne du nom duquel malheureusement il ne s'est pas souvenu, et qui lui mandait que n'étant pas riche et ayant des enfants, il n'était pas trop en état de donner ; que cependant, comme ils étaient en bas âge, il pouvait se passer de mille écus qu'il avait amassés et qu'il les lui envoyait pour être employés au service du roi. M. de Choiseul lui répondit que sa Majesté, après les avoir acceptés, les lui restituait pour qu'ils aidassent à l'éducation de ses enfants, qui ne pouvaient manquer, avec un tel père, de lui rendre de grands services. »

— Pierre de Besenval.

## Vaisseaux financés

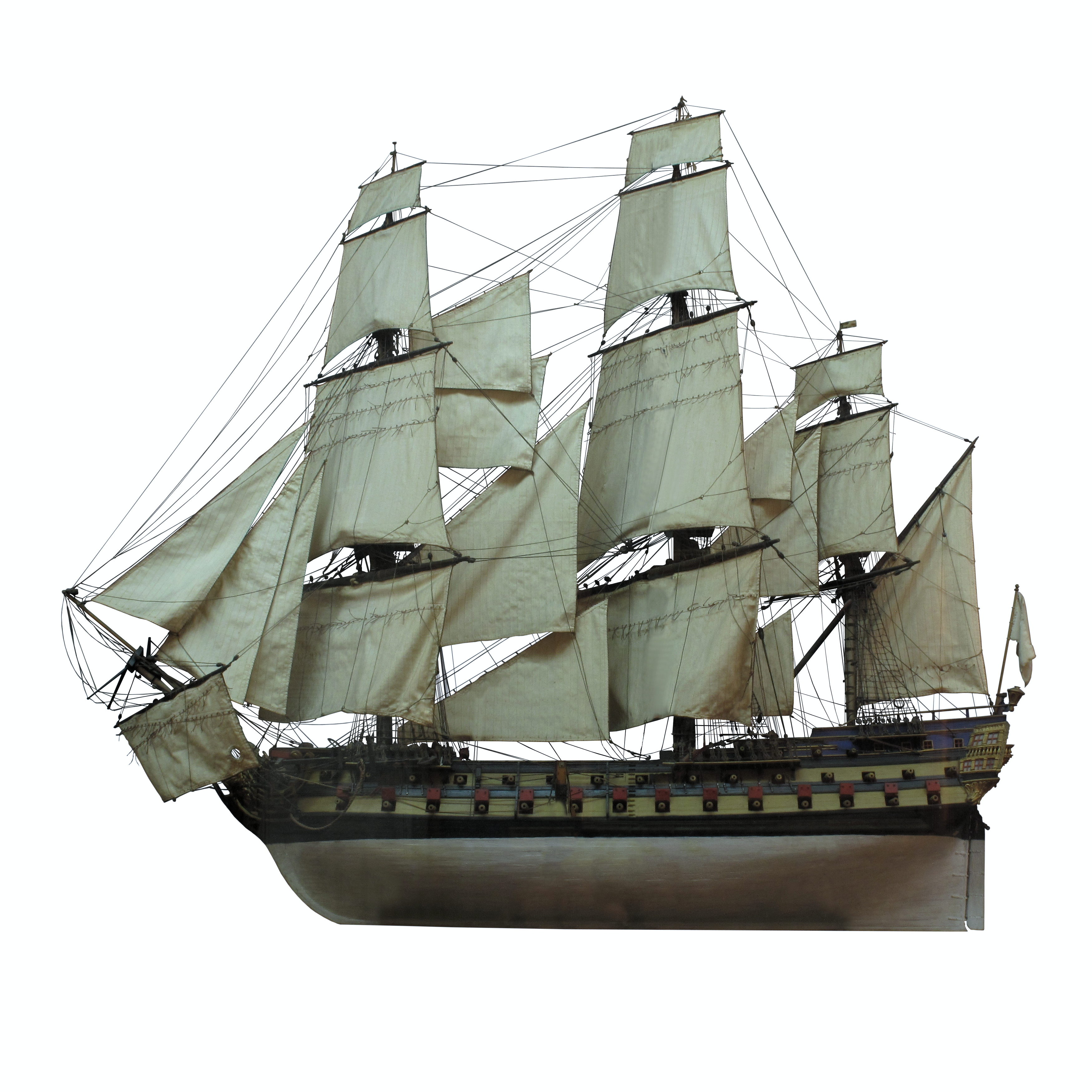
Le Marseillois est un des vaisseaux offerts. Maquette du musée de la Marine de Marseille.

Sur les trente vaisseaux lancés dans la décennie 1760-1769, dix-sept sont financés par les dons (un total de 13 millions de livres), notamment les deux seuls trois-ponts français (la Ville de Paris et la Bretagne) employés au début de la Guerre d'Amérique :
- le Six-Corps en 1762 (vaisseau de 74 canons, don des marchands de Paris) ;
- la Provence en 1763 (64 canons, don des États de Provence) ;
- l’Union en 1763 (64 canons, dons de particuliers) ;
- le Diligent en 1763 (74 canons, don du Régisseur des Postes) ;
- le Bordelois en 1763 (50 canons, don de la ville de Bordeaux) ;
- la Ferme en 1763 (50 canons, don des Fermiers généraux) ;
- l’Utile en 1764 (50 canons, don des Fermiers généraux) ;
- le Flamand en 1764 (50 canons, don des États de Flandres) ;
- le Citoyen en 1764 (74 canons, don des Trésoriers de l'Extraordinaire des Guerres) ;
- le Zélé en 1764 (74 canons, don du Régisseur général des finances) ;
- la Ville de Paris en 1764 (90 puis 104 canons, don de la Ville, il est le vaisseau-amiral de Grasse à la Chesapeake en 1781, puis ils sont tous deux pris aux Saintes en 1782) ;
- le Saint-Esprit en 1765 (80 canons, don de l'Ordre du Saint-Esprit, rebaptisé le Scipion en 1794) ;
- l’Artésien en 1765 (64 canons, don des États d'Artois) ;
- le Languedoc en 1766 (80 canons, don des États du Languedoc, il est le vaisseau-amiral d'Estaing à la bataille de la Grenade en 1779, rebaptisé l’Antifédéraliste en 1794 et la Victoire en 1795) ;
- la Bretagne en 1766 (110 canons, don des États de Bretagne, rebaptisé le Révolutionnaire en 1793, il est le vaisseau-amiral d'Orvilliers à Ouessant en 1778) ;
- le Marseillois en 1766 (74 canons, don de la Chambre de commerce de Marseille, rebaptisé le Vengeur-du-Peuple, il est coulé lors du combat de Prairial en 1794) ;
- la Bourgogne en 1766 (74 canons, don des États de Bourgogne).

Un nom cache souvent plusieurs commanditaires, comme le Bordelais qui bénéficie des contributions volontaires de presque toutes les localités de la province (l'intendant de Bordeaux Boutin et le ministre Choiseul y veillèrent) : Bazas, Sainte-Livrade, Bergerac, Sainte-Foy, Agen, Libourne, Blaye, Marmande, Thiviers, Monflanquin, Langon, Cadillac, Libourne, Sainte-Bazeille, La Réole, Agen, Penne, Casteljaloux, Rions, Condom, Villeneuve, Périgueux, Damazan, Puymirol, Bordeaux, Villeton, Castelmoron d'Albret, Issigeac, etc.

## Deuxième et troisième dons des vaisseaux
L'appel aux dons pour renouveler la flotte est lancé de nouveau en 1782-1790, sous Louis XVI, après la défaite des Saintes lors de la Guerre d'Amérique) :
- les Deux-Frères en 1784 (80 canons, don des frères du Roi, les comtes de Provence et d'Artois ; renommé le Juste en 1792) ;
- le Commerce-de-Bordeaux en 1785 (74 canons de classe Téméraire, renommé le Bonnet-Rouge en 1794 et le Timoléon en 1794) ;
- le Commerce-de-Marseille en 1786 (74 canons de classe Téméraire, renommé le Lys dès 1786, puis le Tricolore en 1792) ;
- le Commerce-de-Marseille en 1788 (118 canons, vaisseau-amiral de la flotte du Levant, pris par la Royal Navy à Toulon en 1793) ;
- les États-de-Bourgogne en 1790 (118 canons de classe Commerce de Marseille, renommés la Côte-d'Or en 1793, puis la Montagne en 1793 et l’Océan en 1795, vaisseau-amiral de la flotte de l'Atlantique).

L'opération d'appel aux dons est renouvelée en 1793-1794 sous la Convention, puis sous l'Empire :
- le Commerce-de-Paris en 1806 (110 canons).